# فيلي مككولوك
فيلي مككولوك (بالإنجليزية: Willie McCulloch)‏ (2 أبريل 1973 في المملكة المتحدة - ) هو لاعب كرة قدم بريطاني في مركز حراسة المرمى. لعب مع نادي إيست فيف ونادي سترنرير ‏ ونادي ستنهاوسموير ونادي أردريونيانز وبيرويك راينجرز ونادي آير يونايتد.

## وصلات خارجية
- فيلي مككولوك على موقع قاعدة بيانات كرة القدم.إي يو (الإنجليزية)
- فيلي مككولوك على موقع Soccerbase.com (لاعب) (الإنجليزية)